# Бахаев, Ибрагим Вахидович
Ибраги́м Вахи́дович Баха́ев (род. 22 марта 1967, Новые Атаги, Чечено-Ингушская АССР) — советский чеченский дзюдоист, чемпион и призёр чемпионатов СССР, чемпион мира среди студентов, мастер спорта России международного класса, тренер. Генеральный директор некоммерческого партнёрства «Спортивный клуб дзюдо „Отечество“ имени Хусейна Исаева».

## Спортивные достижения
- Чемпионат СССР по дзюдо 1990 года — ;
- Чемпионат СССР по дзюдо 1991 года — ;

## Известные воспитанники
- Сулейманов, Умар-Хажа (1993) — дзюдоист, призёр чемпионата России, обладатель Кубка Европы, мастер спорта России.
- Харченко, Луиза — самбистка и дзюдоистка, бронзовый призёр чемпионата России по дзюдо, мастер спорта России по самбо и дзюдо.